# Alianza Peruana de Editores
La Alianza Peruana de Editores Independientes, Universitarios y Autónomos (ALPE) es un gremio de editoriales independientes peruanas creado en 2007 para promover el desarrollo de la industria editorial peruana y promover la defensa de la bibliodiversidad. Es parte de la Alianza Internacional de Editores Independientes, y reúne a editoriales medianas y pequeñas del país. Tiene entre sus miembros a algunas de las editoriales más activas del Perú de los últimos años, entre ellas: Borrador Editores, Peisa, Estruendomudo, Matalamanga y Jaime Campodónico Editor.